# Arteurotia
Arteurotia este un gen de fluturi din familia Hesperiidae.

## Specii
- Arteurotia contractipennis
- Arteurotia ribbei
- Arteurotia tractipennis